# Centre for Pacific Crops and Trees
Das Pacific Community’s Centre for Pacific Crops and Trees (CePaCT), ehemals Regional Germplasm Centre (RGC), ist eine Saatgutbank die von der Pacific Community (SPC)’s Land Resources Division betrieben wird. Ihr Zweck ist es Saatgut aus der pazifischen Region einzulagern und zu bewahren. Die Anstalt befindet sich in Fidschi und ist der Nachfolger mehrerer lokaler Saatgutbanken, deren Unterhalt schwierig war. Das Zentrum wendet moderne Methoden der Kryokonservierung und Pflanzenvermehrung an.